# Chartwell
Chartwell je název domu, ve kterém žil sir Winston Churchill. Nachází se 3 km na jih od Westerhamu, Kent, Anglie. Churchill a jeho žena Lady Clementine koupili nemovitost v roce 1922 a uchovávali ji až do své smrti v roce 1965. Zmodernizovat a rozšířit poněkud nevýrazaný cihlový dům měl architekt Philip Tiden.